# ريكاردو ماليبييرو
ريكاردو ماليبييرو (بالإيطالية: Riccardo Malipiero)‏ مُلحن وعازف بيانو وموسيقي ومُعلم إيطالي، حائز على الميدالية الذهبية من مدينة ميلانو عام 1977 وميدالية ذهبية من مدينة فاريزي في عام 1984.

## عن حياته
ولد ماليبييرو في مدينة ميلانو، عام 1914 وينحدر من عائلة موسيقية، فهو ابن عازف الكمان ماليبييرو. وعمه هو الملحن جان فرانشيسكو ماليبييرو. درس ريكاردو البيانو في معهد ميلانو كونسيرفاتوري، وتخرج منه في عام 1932، ثم درس التلحين في معهد تورينو كونسيرفاتوري، وحصل منه على دبلوم في عام 1937. وواصل دراسته بعد ذلك في التلحين مع عمه جيان فرانشيسكو ماليبيرو. وعمل كمحاضراً في «اكاديمية الموسيقى» في مدينة مونزا، في الفترة بين 1935 وحتى 1947. وفي عام 1979، وإلتحق بكلية الموسيقى في معهد فاريزي كونسيرفاتوري، ودرس فيها لسنوات عديدة.

## مسيرته الفنية
ألّف ماليبييرو أعماله الأولى باستخدام الألحان الحرة. وفي عام 1945 بدأ باستخدام تقنية الاثنى عشر نغمة في ألحانه، ليُصبح أحد رواد هذه التقنية في إيطاليا. وعزز تقنية الإثنى عشر نغمة في مقالات ساهم بها في الدوريات الموسيقية الإيطالية، بالإضافة للكتب والمحاضرات. أما في عام 1949، نظّم المؤتمر الأول لموسيقى الإثنى عشر نغمة في ميلانو، والذي حضره عدداً من المُلحنين المهمين مثل جون كيج، لويجي دالابيكولا، وكارل أماديوس هارتمان ورينيه ليبويتز، وبرونو مادرنا، وكاميلو توغني. وفي عام 1969 مثّل إيطاليا في المؤتمر السابع لليونسكو في مدينة موسكو.

## روابط خارجية
- ريكاردو ماليبييرو على موقع ميوزك برينز (الإنجليزية)